# 富山県道236号小杉大門線
富山県道236号小杉大門線（とやまけんどう236ごう こすぎだいもんせん）は富山県射水市内を通る一般県道である。

## 概要
路線名の「小杉」・「大門」は、いずれも旧自治体名（富山県射水郡小杉町、同郡大門町）に由来する。

### 路線データ
- 起点：富山県射水市三ケ住吉町（国道472号・富山県道44号富山高岡線交点）
- 終点：富山県射水市串田字深松（富山県道239号井栗谷大門線交点）
- 延長：4,944m

### 歴史
- 1960年（昭和35年）4月23日 - 認定[1]

## 通過する自治体
- 富山県
射水市

## 交差する道路
- 国道472号・富山県道44号富山高岡線（起点：本開発交差点）
- 富山県道73号高岡青井谷線（射水市中村）
- 富山県道239号井栗谷大門線（終点：射水市串田字深松）

### 沿線
- あいの風とやま鉄道線 小杉駅
- 射水市役所 大門庁舎
- 真生会富山病院
- 富山県立小杉高等学校
- 富山県立大門高等学校
- 射水市立大門中学校
- 射水市立大門小学校
- 協和紙工業 本社
- アル・プラザ小杉（ショッピングセンター）
- イータウン射水（大型スーパーマーケット）
  - アルビス 大島店
- DCM21 大島店
- ヤマダデンキ テックランド射水店
- ドラッグフジイ 小杉店